# Au diable Staline, vive les mariés !
Pour les articles homonymes, voir Staline (homonymie).
Pour plus de détails, voir Fiche technique et Distribution.
Au diable Staline, vive les mariés ! (Nunta mută, littéralement Noces muettes) est un film roumain réalisé par Horațiu Mălăele, sorti sur les écrans en 2008.
1953, La Roumanie communiste décrète un deuil officiel à la suite du décès de Staline. Tous rassemblements et festivités sont interdits durant la période de ce deuil. Néanmoins, un petit village rural décide de passer outre de cette interdiction, en célébrant en secret et en silence des noces prévues bien avant la mort inopinée de Staline.

## Synopsis
En Roumanie, après la libération, une équipe de reporters TV cherche en pleine campagne des personnes ayant vécu une histoire suffisamment extraordinaire pour que cela puisse constituer un sujet de reportage. Guidés par un maire local qui ironise sur les critères d'attribution des aides européennes, ils aperçoivent une vieille femme habillée tout en noir, qui erre à l'intérieur d'une sinistre friche industrielle. Le maire explique qu'il y avait ici jadis un joli village, mais qu'il fut totalement rasé par les forces répressives du régime communiste pour laisser place à cette usine, aujourd'hui abandonnée et en ruine.
Le destin tragique du village rasé remonte à 1953. Cette année-là, tout le village s'active joyeusement dans la perspective de célébrer les noces de la fille du maire de l'époque avec son beau fiancé. Le jour du mariage, tandis que la cérémonie a déjà eu lieu, que les tables sont dressées et que chacun a mis ses beaux habits, arrivent dans le village les dirigeants communistes régionaux accompagnés d'un capitaine soviétique, qui annoncent au maire et aux villageois que le camarade Staline est mort la veille et qu'en conséquence, un deuil officiel international de sept jours est décrété pour l'ensemble des pays communistes, ce qui implique également la Roumanie. Ce deuil qui commence dès aujourd'hui interdit en autre "tout rassemblement festif, tout rire, tout match de foot et tout mariage". Il est précisé que tout contrevenant à ce décret sera jugé pour haute-trahison. Les noces doivent donc cesser immédiatement. Une fois leur annonce faite, les officiels repartent, laissant les villageois dépités de ne pas pouvoir festoyer, de la nourriture qui va être gâchée alors qu'on était dans une époque de pénurie. Ils finissent donc par décider d'outre-passer les ordres, en poursuivant les noces à l'intérieur de la grange et de façon la plus silencieuse possible. Ils festoient donc en chuchotant et en mimant le toast, la musique, la danse, le discours des mariés, des convives …
Lorsqu'un orage bruyant s'abat sur le village, le maire prend une funeste décision : reprendre une noce normale sous le crépitement de l'averse et les coups de tonnerre. Mais un char soviétique défonce la grange, et des soldats tabassent les noceurs tandis que le capitaine soviétique abat le maire. Toute la nourriture de la noce est confisquée, tous les hommes présents y compris le marié sont arrêtés pour être déportés. La mariée dans sa robe blanche ensanglantée du sang de son père, reste hagarde, plantée dans la boue et sous l'averse, et voit son époux s'éloigner, emmené avec les autres hommes du village vers une destination inconnue.
Retour à la période contemporaine : le maire actuel a fini de raconter l'histoire des noces muettes de l'ancien village et des crimes alors commis contre les villageois. Le chef des reporters tente maladroitement d'interviewer la vieille dame aperçue au début du film pour savoir si elle aussi, elle connaît cette tragique histoire. Mais elle n'entend pas les questions ou feint de ne pas les entendre. Elle préfère retourner vers son cénotaphe de fortune. Soudain la pluie se met à tomber : en voulant se couvrir la tête de son châle, la vieille dame découvre brièvement son cou qui porte la même tache de vin que la mariée narrée dans les noces muettes de 1953.

## Fiche technique
- Titre français : Au diable Staline, vive les mariés !
- Titre original roumain : Nunta mută, littéralement Noces muettes
- Titre international anglais, utilisé dans les festivals : Silent Wedding
- Réalisation : Horațiu Mălăele
- Scénario : Horațiu Mălăele et Adrian Lustig
- Costumes : Oana Paunescu
- Photographie : Vivi Dragan Vasile
- Montage : Cristian Nicolescu
- Musique : Alexandru Andries
- Pays d'origine : Roumanie
- Format : Couleurs - 35 mm - 2,35:1 - Dolby Surround
- Genre : comédie dramatique, romance
- Durée : 87 minutes
- Dates de sortie :
  - Roumanie : 6 juin 2008 (Festival international du film de Transylvanie), 21 novembre 2008 (sortie nationale)
  - France : 18 février 2009

## Distribution
- Meda Andreea Victor: Mara
- Alexandru Potocean: Iancu
- Valentin Teodosiu: Grigore Aschie
- Alexandru Bindea: Gogonea
- Tudorel Filimon: Haralamb Vrabie
- Nicolae Urs: Mutu
- Luminița Gheorghiu: Fira
- Ioana Anton: Smaranda
- Dan Condurache: Mardare
- Doru Ana: Cârnu
- Serban Pavlu: Coriolan
- Catrinel Dumitrescu: La mére de Iancu
- Victor Rebengiuc: Le grand-pèrè
- Tamara Buciuceanu-Botez: Le grand-mèrè

## Accueil

### Accueil critique
En France, l'accueil critique est positif : le site Allociné recense une moyenne des critiques presse de 3,2/5, et des critiques spectateurs à 3,6/5. 

## Autour du film
Le joyeux titre français peut faire croire à une comédie de fiction du type Twist again à Moscou mais le film, même s'il y a des situations tragi-comiques par leur absurdité, est en fait un drame décrivant la répression totalitaire dans un village roumain en 1953 de façon réaliste et conforme aux sources historiques, telle qu'elle est redécouverte fortuitement par des jeunes journalistes actuels. Le titre français a été choisi pour ne pas décourager le public francophone, réputé (dans les pays de l'Est) peu sensibilisé aux œuvres dénonçant la dictature communiste.
Il y a un fort contraste de l'image selon la période de l'histoire. La partie contemporaine est filmée de façon très terne, sous une pluie maussade dans une friche industrielle, tandis que la partie se déroulant en 1953 est filmée avec des couleurs très chaude et dans une nature bucolique.